# Renate Rathmayr
Renate Rathmayr (* 28. April 1947 in Graz) ist eine österreichische Slawistin.

## Leben
Renate Rathmayr studierte zunächst Russisch und Französisch an der Universität Graz und schloss dieses Studium 1971 mit einem Staatsexamen und dem Übersetzerdiplom ab. Danach war sie an der Universität Innsbruck tätig, wo sie 1975 mit einer Arbeit zur perfektiven Präsensform im Russischen unter den Auspizien des Bundespräsidenten promoviert wurde und sich 1985 habilitierte. Von 1989 bis 2015 war sie ordentliche Professorin für slawische Sprachen an der Wirtschaftsuniversität Wien.
Rathmayr begann als Aspektologin und wandte sich dann der Pragmalinguistik zu, zu der sie eine Reihe wichtiger Beiträge geliefert hat. Seit Beginn ihrer Lehrtätigkeit an der Wirtschaftsuniversität Wien publiziert sie auch regelmäßig zur russischen Wirtschaftssprache.